# 겨울눈

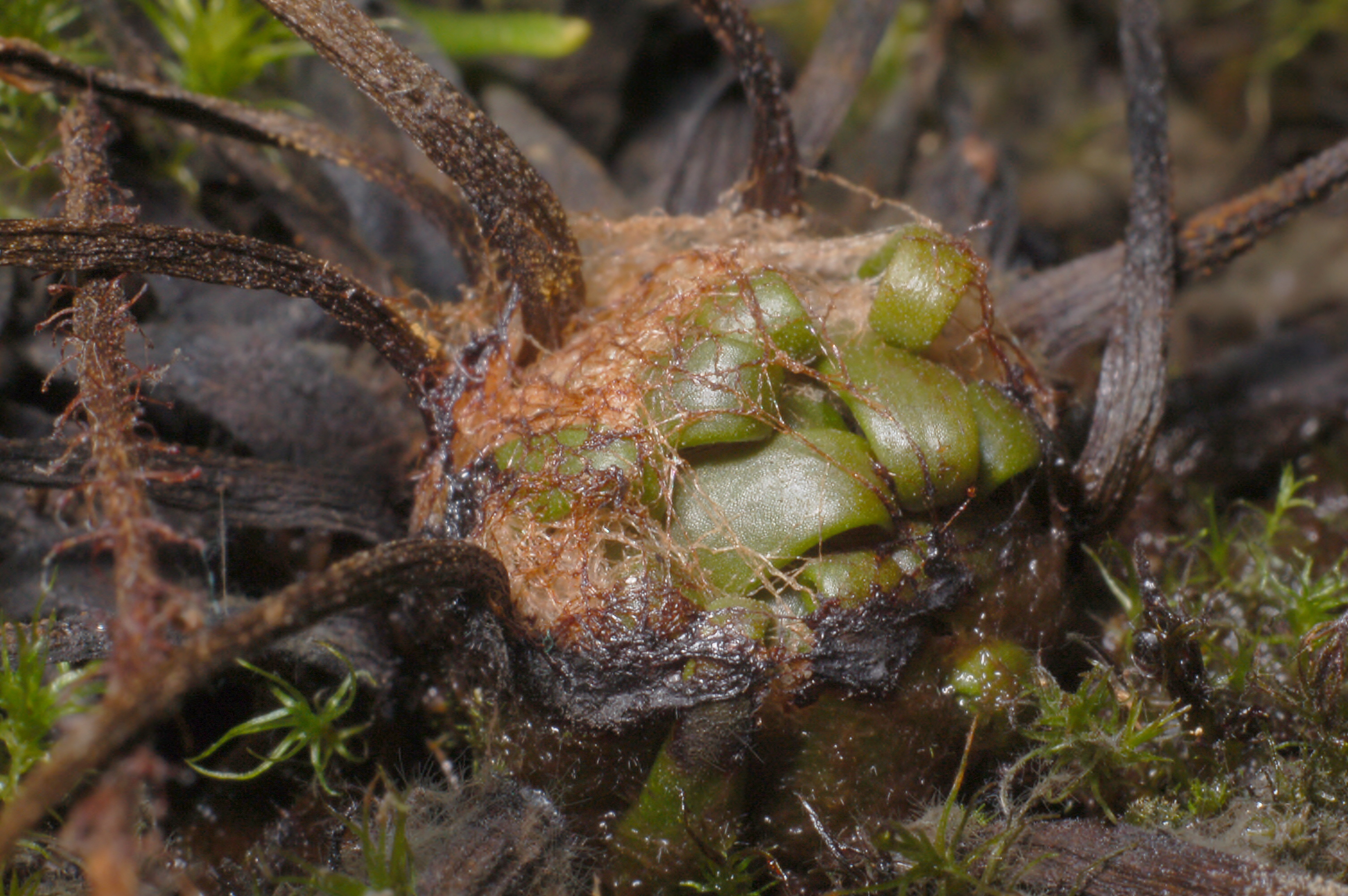
끈끈이주걱의 겨울눈

겨울눈(Hibernaculum)은 수생식물인 통발속과 같은 특정 수생식물의 겨울눈에 자주 적용되는 용어이다. 겨울눈은 물보다 무거우며, 추운 날씨가 다가옴에 따라 발달하여 분리되어 연못 바닥으로 가라앉아 겨울을 난다. 봄이 되면 커져서 공기 공간을 형성하여 표면으로 떠올라 종을 번식시킨다.
일부 육상 식물도 겨울눈을 형성한다. 여기에는 긴잎끈끈이주걱, 끈끈이주걱과 같은 일부 온대 끈끈이귀개속이 포함된다. 그리고 벌레잡이제비꽃과 같은 일부 온대 벌레잡이제비꽃속이 포함된다.